# Gerasimovskite
La gerasimovskite è un minerale.